# Desa Leuwiliang (administrativ by i Indonesien, lat -6,56, long 106,63)
Desa Leuwiliang är en administrativ by i Indonesien.   Den ligger i provinsen Jawa Barat, i den västra delen av landet, 50 km sydväst om huvudstaden Jakarta.